# Маче (Преддвор)
Маче (словен. Mače) је насељено место у општини Преддвор, Горењска регија, Словенија.

## Историја
До територијалне реорганизације у Словенији било је у саставу старе општине Крањ.

## Становништво
У попису становништва из 2011. године, Маче је имало 134 становника.
| Број становника према пописима | Број становника према пописима | Број становника према пописима |
| ------------------------------ | ------------------------------ | ------------------------------ |
| 1991                           | 2002                           | 2011                           |
| 89                             | 116                            | 134                            |

## Галерија
- поглед на шумски комплекс Худичев боршт
- планина Заплата и црква "Свети Јаков"